# Peter Maslo
Peter Maslo (sinh 2 tháng 2 năm 1987) là một hậu vệ bóng đá Slovakia hiện tại thi đấu cho MFK Ružomberok.